# Radonín
Radonín (in tedesco Radonin) è un comune della Repubblica Ceca facente parte del distretto di Třebíč, nella regione di Vysočina.